# Polittico di San Giorgio in Braida
Il Polittico di San Giorgio in Braida è un polittico situato presso la terza cappella laterale della chiesa di San Giorgio in Braida a Verona.
Del trittico sono di Giovan Francesco Caroto il San Sebastiano (sulla sinistra) e il San Rocco (a destra), mentre il San Giuseppe al centro è di Angelo Recchia. La predella inferiore è anch'essa del Caroto come la lunetta superiore. Sotto la lunetta il dipinto è di Domenico Brusasorci.